# Juan Téllez-Girón

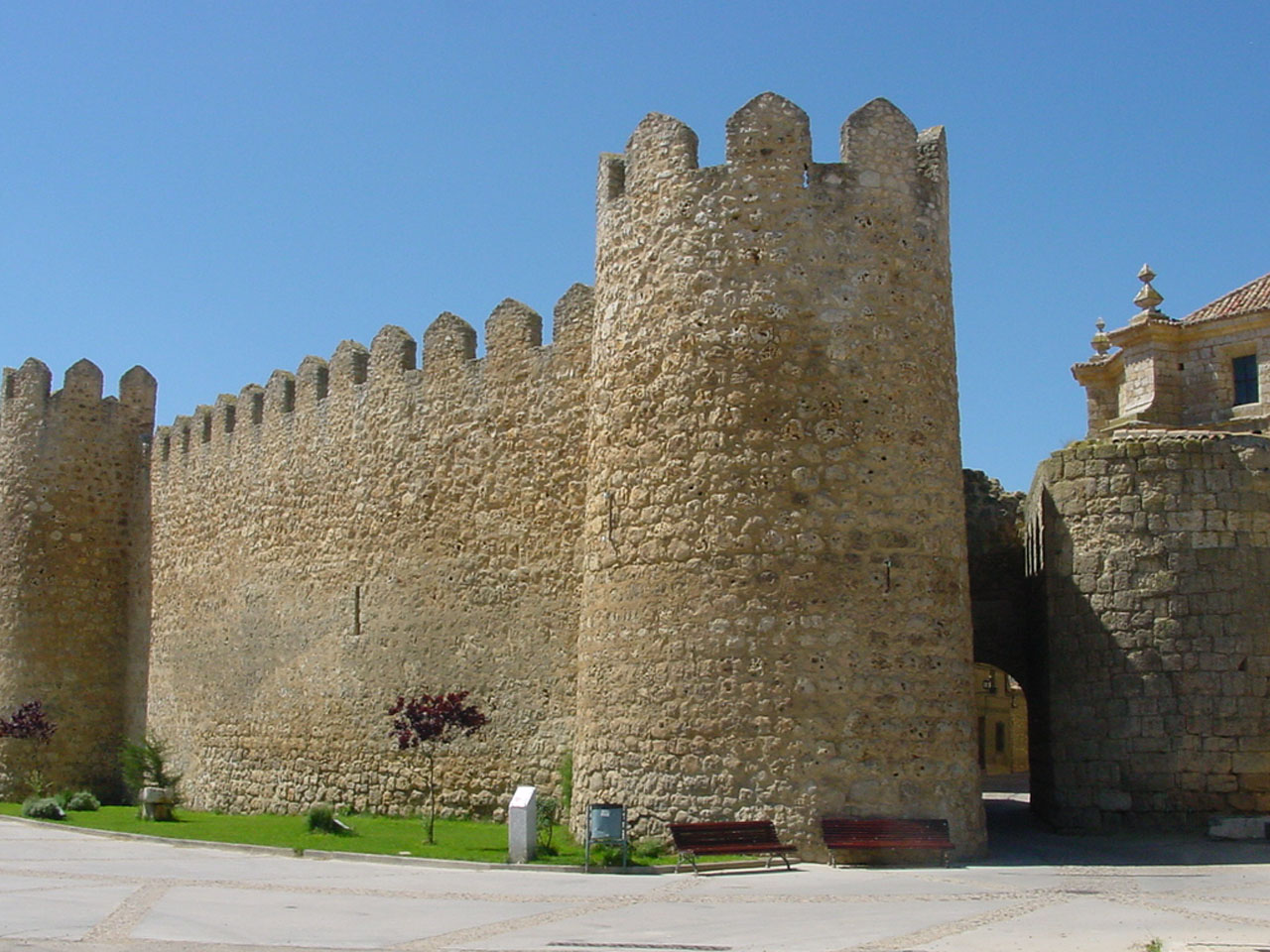
Muralla de Urueña por el lado norte. A la derecha, la puerta del Azogue

Juan Téllez-Girón, (Moral de Calatrava, 1456-Osuna, 21 de mayo de 1528), ricohombre castellano, fue el segundo conde de Ureña, notario mayor de Castilla, señor de Osuna, Tiedra, Peñafiel, Briones, Frechilla, Morón de la Frontera, Archidona, Arahal, Cazalla de la Sierra, Gelves, Gumiel de Izán, Olvera y Ortejicar.

## Filiación
Juan Téllez-Girón era hijo tercero de Pedro Girón, noble castellano que fue maestre de Calatrava y acumuló un vasto señorío durante el reinado de Enrique IV, e Isabel de las Casas, con quien nunca casó pero tuvo descendencia. Por parte paterna, sus abuelos eran Alfonso Téllez Girón y su esposa María Pacheco, señora de Belmonte, casados en 1415. Por parte materna, sus abuelos eran Gómez de las Casas, señor de Gómez-Cárdena, veinticuatro y fiel ejecutor de Sevilla y alcaide de Priego, y su esposa Leonor Fernández Hurtado.

## Biografía
Juan nació en el Moral de Almagro hacia el año 1456, gemelo con Rodrigo Téllez Girón. El historiador de la casa, Jerónimo Gudiel, refiere que ambos hermanos eran semejantes «en el rostro, cuerpo y habla y en todo lo demás» y que desde la infancia estuvieron muy unidos: «cuando niños, durmiendo juntos, se les pegaban tanto las carnes, que no los podían despegar sin dolor, el cual mitigaba la mano de una dueña, untada con alguna cosa blanda, como azeyte ó manteca». Fue legitimado, juntamente con sus dos hermanos, por bula papal de Pío II el 16 de mayo de 1459 y cédula expedida por Enrique IV el 30 de octubre del mismo año. En 1469 heredó el mayorazgo y el título de conde de Ureña de su hermano Alfonso, muerto a corta edad. El 20 de diciembre inmediato Enrique le concedió el oficio de notario mayor de Castilla y, pocos meses después, el 3 de mayo de 1470, le hizo merced del oficio de aposentador mayor de Medina del Campo.  El rey reiteró esta orden en abril de 1471 y en mayo el conde envió a su tío, el canciller Enrique de Figueredo, para que tomase posesión del oficio de aposentador en su nombre, pero Medina del Campo continuó negándose a reconocer dicha merced. El 16 de octubre de 1471 recibió las tercias de Gumiel de Izán, Santibáñez, Pobladura, Ureña y Villafrechos.
Iniciada la guerra de sucesión castellana en 1474, el conde apoyó el bando de Juana la Beltraneja y, según la crónica de Puyol, estuvo presente en los tratos con el rey de Portugal y en su proclamación como rey de Castilla tras su matrimonio con Juana. El 23 de mayo de 1475 la reina Isabel lo declaró en rebelión y ordenó el secuestro de sus bienes y rentas. De esta forma, Gelves fue entregada a Luis de Tovar, a cuya familia le había pertenecido antes de su donación a Pedro Girón, y la villa de Gumiel de Izán al conde de Castro, Diego Gómez de Sandoval. Sin embargo, la influencia de su suegro el condestable Pedro Fernández de Velasco no tardó en hacerle cambiar de bando. El 22 de mayo de 1476 firmó con los Reyes Católicos unas capitulaciones en las que los reconocía como monarcas legítimos y se comprometía a obedecerles y servirles lo que durase la guerra a cambio ciertas promesas —de las cuales actuarían como fiadores el cardenal Mendoza, el condestable y el conde de Benavente—:
- Se le confirmarían todas las mercedes de villas, fortalezas y tierras que poseía, además de las tercias de Arévalo, Gumiel, Urueña, Santibáñez y todos sus juros.
- Le confirmaban la posesión de todos los maravedís que tenía situados para pagar las guarniciones de las fortalezas fronterizas de Archidona, Olvera y Ortegícar.
- Aunque los oficios de la villa de Medina del Campo con los cambios y aposentamientos y con los montes de Carrioncillo y Descargamaría y la escribanía de los pueblos retornarían a la Corona, el conde recibiría el valor de su pérdida en juros de heredad.
- Se haría todo lo posible para que el conde recuperase su lugar de Gelves en un plazo no superior a tres meses. Asimismo, los Reyes prometieron restituirle la villa de Gumiel de Izán en el mismo plazo.
- Le serían devueltas las notaría mayor de Castilla y la camarería mayor de los paños, junto con todos los acostamientos, salarios, lanzas y quitaciones que había tenido y se hallaban registradas en los libros de contaduría.
- Le confirmaban todas las franquicias que tenía de pedidos y monedas, así como de fueros, derechos, yantares y martiniegas que poseía en el concejo de Grado desde el reinado de Enrique IV.
- Se otorgaba para sus criados un perdón general por los delitos que hubiesen cometido durante la guerra. Además, le serían confirmados los oficios que habían ejercido en el reinado anterior y se les restituirían todos los bienes que les hubiesen sidos arrebatados durante el conflicto sucesorio.
- Le darían finiquito de todas las alcabalas que había disfrutado durante el primer tercio del año 1476.
- Se indemnizaría al comendador Garay de una casa que le había sido quemada durante el asedio de Burgos.
- Le devolverían la tenencia de la villa de Carmona, por entonces ocupada por el comendador Luis de Godoy. Mientras el conde negociase la entrega, la cédula quedaría en poder del condestable.
- Se indemnizaría a los herederos del mariscal Sancho de Londoño por la pérdida de la villa de Briones.
- Se garantizaba el juro de 20 000 mrs. que Enrique de Figueredo había concedido a su sobrino.
- Se le libraría una partida de 300 000 mrs. para los gastos de la hueste que debería reclutar para ayudar a los Reyes en la guerra contra Portugal. A partir de 1478, el conde se comprometía a recibir tan sólo la mitad de ese dinero.
- Se daba garantía a Enrique de Figueredo de que no se le serían confiscados los bienes ni oficios que había ejercido en vida de Enrique IV.
- Le devolverían los 120 000 mrs. de juro que tenía situados en el partido de la madera de la ciudad de Sevilla y que, hasta entonces, no le habían sido pagados.

La disputa entre el Juan y el conde de Castro por la posesión de Gumiel de Izán aún continuaba latente en 1480, cuando los monarcas confirmaron una prórroga de la tregua entre ambos nobles por veinte meses. Finalmente, una sentencia del 23 de julio de 1481 reincorporó la villa al señorío del conde de Urueña, que en contrapartida debió compensar a Leonor, hija del conde de Castro, con 400 000 mrs., a Francisca, hermana de la anterior, con 300 000 mrs., y a Alfonso de Sandoval con 60 000 mrs. de renta, pues anteriormente el conde la había hipotecado al unirse en matrimonio con Leonor de Stúñiga. Respecto a Gelves, en septiembre de 1478 Juan apresó a Luis de Tovar cuando se dirigía desde Zahara en dirección a Sevilla, lo que demuestra que la villa todavía no le había sido restituida y las rencillas entre ambos señores no habían terminado. El pleito continuó años después pero fue favorable para los Tovar, que conservaron este señorío. Por el contrario, entre 1484 y 1485 el conde logró que los herederos de Sancho Londoño le cedieran definitivamente sus derechos sobre la villa de Briones a cambio de 200 000 mrs. y un juro de 30 000 mrs. situado en las rentas de Carmona, juro que después compró por otros 520 000 mrs.
A petición de los Reyes Católicos, el 2 de agosto de 1477 el papa Sixto V dio su aprobación a la permuta que hiciera su padre Pedro Girón de Bélmez y Fuenteovejuna por Osuna y Cazalla, y los mismos monarcas le confirmaron la propiedad de dichas villas el 12 de septiembre de 1482. El 10 de abril de 1480 adquirió del obispo de Segovia, Juan Arias Dávila, las villas de Quintanillas de Suso y Yuso por la suma de 300 000 mrs. Al año siguiente compró a Pedro Sandoval las villas de Bahabón, Uquilla (Valladolid) y Cilleruelo (Burgos). El 22 de mayo de 1486 recibió del papa el derecho de Patronato de la Iglesia de Santa María de Pajares, extramuros de la ciudad de Peñafiel.
En 1482 acudió junto a su hermano Rodrigo, maestre de Calatrava, al socorro del marqués de Cádiz, cercado en Alhama por el rey de Granada. Al año siguiente sus tropas participaron en la rota de La Axarquía y en la batalla de Lopera. También estuvieron presentes durante la tala de Alora de 1484, al mando de Enrique de Figueredo. El conde participó personalmente en la toma de Alora (20 de junio de 1484), luego en la campaña de Setenil con 200 jinetes y en la gran tala de Granada. En 1485 volvió a entrar en tierra de moros con el rey Fernando y estuvo en el fallido sitio de Cartama, en el cerco de Coín, en la toma de Cartama, Churriana, Pupiana, Campanillas, Dafadala, Landin y Goarro y en el sitio de la ciudad de Ronda. Tomada esta ciudad el 20 de mayo de 1485, fue uno de los señores que llevaron el palio en las fiestas del Corpus Christi (2 de junio). En dicho año había contribuido con 250 jinetes y 296 hombres de armas. En 1486 el rey le encomendó la vanguardia del ejército que conquistó Loja el 29 de mayo y luego las villas de Íllora y Moclín. En 1487, junto a Alonso de Aguilar, hermano de Gonzalo Fernández de Córdoba (más conocido como el Gran Capitán), lideró una de las batallas que combatió en el sitio de Vélez-Málaga y también en el de Málaga, donde se apoderó de su arrabal. En 1488 figuró entre los caudillos que dominaron la insurrección de los mudéjares en la sierra de Gaucín. Al año siguiente acudió al cerco de Baeza y tomó parte de algunas escaramuzas. Finalmente, en 1491 asistió a la conquista de Granada al mando de 200 lanzas y 300 peones, distinguiéndose en la batalla de Zubía, y entró con aquellos en la ciudad el 2 de enero de 1492. Su nombre figura confirmando las capitulaciones de Granada, las cuales autorizó como notario mayor del reino.
El 26 de junio de 1492 los Reyes Católicos recompensaron el esfuerzo del conde en la campaña granadina donándole las villas de Belefique y Senes. En 1493, por su parte, fue él quien compensó a Jaén por los daños recibidos durante el sitio que emprendiera su padre en 1465, con motivo de la guerra civil castellana, instituyendo en esta ciudad un pósito de trigo, al que dotó de 200 000 mrs., y una alhóndiga, para lo cual dio otros 60 000 mrs. Según el historiador italiano Gregorio Leti, el conde fue embajador de obediencia de los Reyes Católicos ante el papa Alejandro VI (1492) y estuvo en Roma para desempeñar su embajada al frente de una lucida comitiva; sin embargo, ni Gudiel ni otros genealogistas españoles dan cuenta de esta comisión. Asimismo, figuró entre los amparadores de Cristóbal Colón y fue el principal protector del reconocido poeta y dramaturgo Juan del Encina.
En el 1500 estalló la rebelión de las Alpujarras y Juan marchó sobre Lanjarón para reprimir a los moriscos. El 18 de marzo de 1501, cuando enfrentaba nuevas revueltas en Sierra Bermeja junto a Alonso de Aguilar y el conde de Cifuentes, su ejército cayó en una celada que terminó en la muerte de Alonso y un desastre militar para los cristianos. Jerónimo Gudiel minimizó la implicancia del conde al asegurar que «los que se salvaron lo deven a la prudencia del Conde de Ureña, a cuyo real se acogían, como muro y amparo fuerte, guiados por muchos fuegos que mandó hazer». Un romance decía:

También el conde de Ureña
malherido en demasía
se salió de la batalla [...]
Muchos moros dejaba muertos
Por su gran valentía

Sin embargo, el hecho de que el conde y su hijo saliesen dejando muerto o malherido a Alonso dio pie a habladurías que se recordaron muchos años como una mancha en el honor de la familia, tal como da cuenta el siguiente verso de la copla anterior:

Decid, conde de Ureña
D. Alonso dónde queda.

En 1507 intervino, junto con su primo el marqués de Villena, para poner paz entre el condestable y el duque de Nájera, cabezas de los bandos oñacino y gamboíno respectivamente.
Previa facultad real del 10 de noviembre de 1510, el conde testó desde su fortaleza de Morón de la Frontera el 3 de octubre de 1511 ante los escribanos de cámara Alonso Hernández Gallego y Francisco de Robledo y el escribano público de la villa Martín de Versón. En su testamento instituyó un mayorazgo sobre las villas de Ureña, Peñafiel, Gumiel de Izán, Santibáñez de Valdesgueva, Villafrechos, Tiedra, Pobladura, Briones y San Vicente, Osuna, Morón de la Frontera, Arahal, Archidona, Olvera y Ostegícar, con todas sus tierras, fortalezas, vasallos etc. Dispuso que lo heredase primeramente Pedro Girón, su hijo mayor, y en su defecto Rodrigo Girón, que era el segundo, y luego Juan Téllez-Girón, que era el tercero. Por falta de todos ellos, recaería sobre el hijo segundo de Isabel Girón y su esposo Beltrán II de la Cueva y Toledo, es decir, su nieto. El 17 de mayo de 1520 el rey Carlos I confirmó la autorización de 1510, lo que fue aprovechado por el conde para modificar su mayorazgo el 21 de febrero de 1523 e incluir en él las villas de Quintanillas de Suso y Yuso, los lugares de Padilla, Manzanillo, Molpeceres de Yuso y Suso, Oreja etc.
El conde murió en su Palacio de Osuna el jueves 21 de mayo de 1528, día de la Ascensión, entre las diez y once de la mañana, habiendo vivido 72 años. Su cuerpo fue sepultado en la capilla de la fortaleza de Osuna y luego trasladado por su hijo, Juan Téllez II, al sepulcro de la Iglesia Mayor de la villa, donde yace en la Capilla del Calvario con la inscripción siguiente:

Aquí yace el Illmo. Sr. D. Juan Téllez Girón, Conde de Ureña, hijo del Illmo. D. Pedro Girón, M.e de la Caballería de Calatraba, de B.ª M.ª — R.
Epitafio de Juan Téllez-Girón, II conde de Ureña.

## Matrimonio y descendencia
Casó con Leonor de la Vega y Velasco, hija cuarta de Pedro Fernández de Velasco —condestable de Castilla, II conde de Haro, camarero mayor etc.— y su esposa Mencía de Mendoza —quien, a su vez, fuera hija de Íñigo López de Mendoza, I marqués de Santillana, y Catalina Suárez de Figueroa—. Leonor murió en diciembre de 1522, siendo sepultada en la capilla del Castillo-Palacio de Osuna y sus restos trasladados, más tarde, junto con los de su esposo al sepulcro de la familia.
Este matrimonio tuvo quince hijos:
- Pedro Girón y Velasco (m. 25 de abril de 1531), que le sucedió como III conde de Ureña y tuvo una destacada participación como capitán comunero.[31]
- Rodrigo Téllez-Girón (m. 29 de noviembre de 1526), que según Gudiel fue «muy avisado cortesano y señalado hombre de á caballo de ambas sillas, diestro en las armas, y apreciado en los ejercicios que los cortesanos suelen hacer, muy dado á la caza y á todo género de montería».[31]
- Juan Téllez Girón (Osuna, 25 de abril de 1494-19 de mayo de 1558), apodado el Santo, que sucedió en la casa a la muerte de su hermano Pedro Girón.[31]
- Bernardino Téllez-Girón, que murió niño y está enterrado en la Capilla de San Marcos de la iglesia del Santo Sepulcro de Osuna.[32]
- Gabriel Girón, que también murió niño y está enterrado en la sacristía antigua de la misma iglesia.[32]
- Alfonso Téllez-Girón, que también murió niño y está enterrado en la Capilla de San Marcos de la misma iglesia.[32]
- Isabel Girón, que casó con Beltrán de la Cueva, III duque de Alburquerque.[32]
- María Girón, llamada la Mayor, que casó con su primo hermano Fernando Enríquez de Velasco, I duque de Medina de Rioseco, II conde de Melgar y almirante de Castilla.[32]
- Leonor de la Vega y Girón, que casó con Luis Fernández Portocarrero Bocanegra, I conde de Palma.[32]
- Mencía Girón, que casó con su tío Enrique de Acuña y de Portugal, IV conde de Valencia de Don Juan.[33]
- Juana Téllez Girón, que casó con Rodrigo Ponce de León II, I duque de Arcos, marqués de Zahara y de Villagarcía.[33]
- María Téllez Girón, llamada la Menor, que casó en primeras nupcias con Enrique de Guzmán, IV duque de Medina Sidonia, y en segundas nupcias con Rodrigo Ponce de León, viudo de su hermana Juana.[33]
- Catalina Girón, que murió niña y yace en la capilla de San Marcos de Osuna.[33]
- Beatriz Girón, que también murió niña y fue sepultada en la Capilla del Reposo de Osuna.[34]
- Ana Girón, que fue monja y abadesa del monasterio de Santa Clara de Villafrechos.[34]

## Semblanza
Según Gudiel, el conde Juan fue muy dado a la caridad, sobre todo en sus últimos años, y al «deseo de socorrer las necesidades de los pobres, que no solo a los de su estado y tierras cercanas, mas a muchos otros, que de todo el reyno venían a el, remediava con obras y entras de ternísimo padre». Además de instituir un pósito en Jaén, en 1521 «fue su casa uno de los solennes y abundosos alholíes con que Dios sustentó gran número de pobres», con ocasión de la gran hambruna que hubo en el reino entonces.

Y aunque merece memoria perpetua por los excessivos gastos que en esto hizo, mucho más lo merece la terneza, amor y diligencia que en ello ponía, y la blandura y compassión con que los trabajos agenos le movían las entrañas. De todo lo qual ay tan publica fama en estos reynos, que es trabajo demasiado buscar otro testigo.

Jerónimo Gudiel, Compendio de algunas historias de España...especialmente se da noticia de la antigua familia de los Girones, y de otros muchos linajes.

Gudiel también destaca la elocuencia de este señor:

Entre estas gracias y dotes excelentes tuvo el conde una natural, que no es razón ponerla en olvido, que fue una muy rara biveza de ingenio, y singular agudeza en el dezir con gracia y donayre extremado, como lo mostró en hechos y dichos avisados y graciosos y discretas y sutiles sentencias en metro y prosa, de que está llena toda nuestra España, que para contarlas, sería menester libro particular, y no pequeño.

Jerónimo Gudiel, Compendio de algunas historias de España...especialmente se da noticia de la antigua familia de los Girones, y de otros muchos linajes.